# Ciclisme als Jocs Olímpics d'estiu de 2016 - Camp a través femení
La cursa de Camp a través femení dels Jocs Olímpics de Rio de Janeiro 2016 es disputà el 20 d'agost al Centre de ciclisme de muntanya.
La prova va ser guanyada per la sueca Jenny Rissveds. La plata se l'emportà la polonesa Maja Włoszczowska i la canadenca Catharine Pendrel aconseguí el bronze.

## Medallistes
| Or                   | Plata                   | Bronze                  |
| Jenny Rissveds (SWE) | Maja Włoszczowska (POL) | Catharine Pendrel (CAN) |

## Resultat
| Nº | Ciclistes              | País            | Rànquing UCI | Posició final | Temps      |
| -- | ---------------------- | --------------- | ------------ | ------------- | ---------- |
| 7  | Jenny Rissveds         | Suècia          | 6            | 1             | 1h 30' 15" |
| 5  | Maja Włoszczowska      | Polònia         | 4            | 2             | 1h 30' 52" |
| 10 | Catharine Pendrel      | Canadà          | 9            | 3             | 1h 31' 41" |
| 9  | Emily Batty            | Canadà          | 8            | 4             | 1h 31' 43" |
| 16 | Kateřina Nash          | Txèquia         | 17           | 5             | 1h 32' 25" |
| 4  | Jolanda Neff           | Suïssa          | 3            | 6             | 1h 32' 43" |
| 22 | Lea Davison            | Estats Units    | 27           | 7             | 1h 33' 27" |
| 8  | Linda Indergand        | Suïssa          | 7            | 8             | 1h 33' 27" |
| 6  | Yana Belomoyna         | Ucraïna         | 5            | 9             | 1h 33' 28" |
| 13 | Gunn-Rita Dahle Flesjå | Noruega         | 13           | 10            | 1h 33' 34" |
| 2  | Annika Langvad         | Dinamarca       | 1            | 11            | 1h 33' 48" |
| 19 | Helen Grobert          | Alemanya        | 23           | 12            | 1h 34' 08" |
| 18 | Tanja Žakelj           | Eslovènia       | 21           | 13            | 1h 35' 17" |
| 23 | Chloe Woodruff         | Estats Units    | 29           | 14            | 1h 36' 17" |
| 20 | Anne Terpstra          | Països Baixos   | 24           | 15            | 1h 36' 33" |
| 14 | Daniela Campuzano      | Mèxic           | 15           | 16            | 1h 36' 33" |
| 25 | Irina Kalentieva       | Rússia          | 33           | 17            | 1h 36' 54" |
| 21 | Eva Lechner            | Itàlia          | 26           | 18            | 1h 38' 45" |
| 3  | Sabine Spitz           | Alemanya        | 2            | 19            | 1h 39' 16" |
| 11 | Raiza Goulão           | Brasil          | 10           | 20            | 1h 39' 21" |
| 17 | Githa Michiels         | Bèlgica         | 18           | 21            | 1h 40' 23" |
| 24 | Iryna Popova           | Ucraïna         | 30           | 22            | 1h 41' 29" |
| 26 | Perrine Clauzel        | França          | 37           | 23            | 1h 42' 23" |
| 31 | Yao Ping               | R.P. de la Xina | 478          | 24            | 1h 43' 20" |
| 12 | Rebecca Henderson      | Austràlia       | 11           | 2 Lap         | —          |
| 29 | Michelle Vorster       | Namíbia         | 96           | 2 Lap         | —          |
| 15 | Jovana Crnogorac       | Sèrbia          | 16           | 2 Lap         | —          |
| 30 | Francelina Cabral      | Timor Oriental  | 325          | 5 Lap         | —          |
| 28 | Pauline Ferrand-Prévot | França          | 83           | DNF           | —          |